# Catharina Verwers
Catharina Verwers, född 1618, död 1684, var en nederländsk författare. 
Hon skrev ett flertal pjäser som sattes upp på teatern under hennes samtid.